# Miss America 2022
La competencia Miss America 2022 se llevó a cabo el 17 de diciembre de 2021. Esta fue la 94.ª edición de Miss America, que se llevó a cabo en el Mohegan Sun en Uncasville, Connecticut, aunque la Organización Miss America celebró su 100.º aniversario. Fue la primera edición de Miss America desde 1954 que no fue televisada, pero fue transmitida por Peacock. Hubo varias fallas técnicas dentro de la transmisión durante todo el programa, lo que provocó que muchos espectadores se quejaran en las redes sociales sobre el valor de la producción.
Miss America 2020, Camille Schrier de Virginia coronó a su sucesora, Emma Broyles de Alaska, al final del evento. Broyles es el primer título de Miss America de Alaska en la historia del certamen y la tercera asiática estadounidense en ganar el título de Miss America, siguiendo a Ángela Pérez Baraquio en 2001 y Nina Davuluri en 2014 y la primera de ascendencia coreana en ganar el título de Miss America.

## Antecedentes

### Cancelación de la edición 2021
La edición de 2021, conocida como Miss America 2021, que originalmente estaba programada para diciembre de 2020 y se ofreció a presentarse en la sede del certamen en Atlantic City, Nueva Jersey, se emitió en NBC pero se canceló el 8 de mayo de 2020 debido al inicio de la pandemia de COVID-19. La otra discrepancia se debe a que ninguno se celebró entre 1928 y 1932 y en 1934 a causa de los problemas financieros de la Gran Depresión. La Organización Miss America optó por posponer la 94.ª edición o el 100.º aniversario del certamen hasta finales de 2021.
El 8 de abril de 2021, la Organización Miss America anunció un contrato de tres años en el Mohegan Sun para albergar la competencia nacional que se llevará a cabo en diciembre.

### Reprogramación de concursos estatales
Debido a la pandemia, originalmente se programó la celebración de numerosos concursos estatales de abril a julio de 2020, pero se pospusieron hasta abril de 2021 o se cancelaron por completo. La excepción fue Montana, que se celebró el 25 de julio de 2020 como estaba previsto. Al igual que con las restricciones implementadas en los 50 estados (incluido Montana) y el Distrito de Columbia, se han implementado numerosas pautas de salud y seguridad para los concursantes, miembros de producción y audiencias en los concursos estatales, como tomar una prueba COVID-19 negativa y seguir el distanciamiento social. Además, varios concursos estatales han tenido que modificar sus elecciones iniciales de lugar debido a cierres implementados por su gobernador.

## Resultados
| Posiciones        | Candidata(s) |
| ----------------- | --- |
| Miss America 2022 | - Alaska - Emma Broyles |
| Primera finalista | - Alabama - Lauren Bradford |
| Segunda finalista | - Massachusetts - Elizabeth Pierre |
| Tercera finalista | - Nueva York - Sydney Park |
| Cuarta finalista  | - Oregón - Abigail Hayes |
| Top 10            | - Distrito de Columbia - Andolyn Medina - Florida - Leah Roddenberry - Illinois - Isabelle Hanson - Texas - Mallory Fuller - Utah - Sasha Sloan |

### Top 10
1. Nueva York
2. Alaska
3. Illinois
4. Massachusetts
5. Oregón
6. Alabama
7. Distrito de Columbia
8. Florida
9. Utah
10. Texas

### Top 5
1. Alabama
2. Nueva York
3. Massachusetts
4. Oregón
5. Alaska

## Candidatas
| Estado               | Nombre                       | Edad | Ciudad natal         | Talento | «Iniciativa de Impacto Social»                                                          | Posición alcanzada                                                           | Premios especiales | Notas |
| -------------------- | ---------------------------- | ---- | -------------------- | --- | --------------------------------------------------------------------------------------- | ---------------------------------------------------------------------------- | --- | --- |
| Alabama              | Lauren Bradford              | 21   | Gulf Shores          | Violín, «Sinfonía n.º 5, en do menor» de Ludwig van Beethoven                                                   | UNPLUG: The Digital Diet Plan                                                           | Primera finalista                                                            | Ganadora de la Iniciativa de Impacto Social de Jean Bartel Beca CTIM de la Universidad de Dakota del Sur Segundo lugar en Top Fundraiser Finalista de Mujeres en los Negocios | Anteriormente Miss Alabama's Outstanding Teen 2017 |
| Alaska               | Emma Broyles                 | 20   | Anchorage            | Voz, «Let Me Be Your Star» del programa de televisión Smash                                                     | Building Community Through Special Olympics                                             | Miss America 2022                                                            | Premio Preliminary Social Impact Pitch | Anteriormente Miss Alaska's Outstanding Teen 2017 |
| Arizona              | Amber Barto                  | 23   | Scottsdale           | Danza contemporánea, «Dream Chasers» por Future World Music                                                     | Leadership through Service: Awareness, Action, Results                                  |                                                                              | | Anteriormente Miss Arizona's Outstanding Teen 2014 |
| Arkansas             | Whitney Williams             | 23   | Conway               | Giro de bastón, «Conga» de Miami Sound Machine                                                                  | Heart for the Arts                                                                      |                                                                              | | |
| California           | Jazmin Avalos                | 24   | Garden Grove         | Voz, «Astonishing» de Mujercitas                                                                                | Ending Substance Abuse                                                                  |                                                                              | | |
| Carolina del Norte   | Carli Batson                 | 21   | Wilmington           | Dance | Carolina Cares                                                                          |                                                                              | Tercer lugar en Top Fundraiser | |
| Carolina del Sur     | Julia Herrin                 | 20   | Manning              | Piano | #RealNotPerfect                                                                         |                                                                              | Primer lugar en Top Fundraiser | |
| Colorado             | Maura Spence-Carroll         | 21   | Fort Carson          | Voz, «Never Enough» de The Greatest Showman                                                                     | #EndTheStigma Surrounding Military Mental Healthcare                                    |                                                                              | | Primera soldado en servicio activo en convertirse en Miss Colorado |
| Connecticut          | Sapna Raghavan               | 22   | Ellington            | Danza clásica india                                                                                             | Overcoming Adversity: Embracing Diversity                                               |                                                                              | | Anteriormente Miss Connecticut's Outstanding Teen 2015 |
| Dakota del Norte     | Reyna Bergstrom              | 25   | Fargo                | Voz | The Influencer Era: Impact Beyond the Screen                                            |                                                                              | | |
| Dakota del Sur       | Kaitlin O'Neill              | 24   | Groton               | Ballet | Bloom: Healthy Mind, Healthy Body, Healthy You                                          |                                                                              | | |
| Delaware             | Sophie Phillips              | 25   | Bear                 | Piano | Environmental Justice                                                                   |                                                                              | Finalista Equidad y Justicia | |
| Distrito de Columbia | Andolyn Medina               | 25   | Chesapeake, VA       | Voz | Demand an End: Stop Child Exploitation and Human Trafficking                            | Top 10                                                                       | Beca de Conciencia Militar de Jean Bartel Quinto lugar en Top Fundraiser | Anteriormente Miss Virginia's Outstanding Teen 2012 Anteriormente District of Columbia Sweetheart 2019 Es oficial de la Armada de los Estados Unidos                                                    |
| Florida              | Leah Roddenberry             | 22   | Bradenton            | Baile | Be a LeadHER: Ignite the Spark Within                                                   | Top 10                                                                       | Finalista de Equidad y Justicia Finalista de la Iniciativa de Impacto Social de Jean Bartel                                                                                   | Anteriormente Miss Florida's Outstanding Teen 2013 y 2015 |
| Georgia              | Karson Pennington            | 23   | Augusta              | Zapateado | ROAR: Reach Out and Read                                                                |                                                                              | Equity and Justice Scholarship 1st runner-up | |
| Hawái                | Courtney Choy                | 25   | Ewa Beach            | Hula auana | Female Empowerment Through Partnership                                                  |                                                                              | | |
| Idaho                | Ayriss Torres                | 21   | Pocatello            | Ballet en punta                                                                                                 | The Equity Project                                                                      |                                                                              | | Civil Affairs Specialist in the United States Army |
| Illinois             | Isabelle Hanson              | 25   | Glen Ellyn           | Violín | The Media Literacy Movement                                                             | Top 10                                                                       | Premio Preliminary Talent | Anteriormente Miss Illinois' Outstanding Teen 2013 |
| Indiana              | Braxton Hiser                | 24   | Indianápolis         | Voz | Love Thy Neighbor                                                                       |                                                                              | | |
| Iowa                 | Grace Lynn Keller            | 23   | Island Lake, IL      | Ballet en punta                                                                                                 | Read to Succeed: Promoting Literacy in Grades K-3                                       |                                                                              | | Elegible como estudiante y recién graduado de la Universidad de Iowa |
| Kansas               | Taylor Clark                 | 21   | St. John             | Batería | Band Together: Music Education for All                                                  |                                                                              | | Previously Miss Kansas' Outstanding Teen 2017 |
| Kentucky             | Haley Wheeler                | 23   | Clay City            | Voz | A Stitch of Hope: Alzheimer's Awareness                                                 |                                                                              | | |
| Luisiana             | Julia Claire Williams        | 22   | Monroe               | Baile | Find your FREDDY: Fostering Rewarding Engagements with Disabled and Disadvantaged Youth |                                                                              | Primera finalista de la Beca CTIM | Anteriormente Miss Louisiana's Outstanding Teen 2015 |
| Maine                | Mariah Larocque              | 25   | Portland             | Voz | A Survivors Purpose: End Child Sexual Abuse                                             | Se retiró antes de la competencia final después de dar positivo por COVID-19 | Miss Simpatía | |
| Maryland             | Lydia Sohn                   | 25   | Hanover              | Violonchelo | Artworks: Promoting Arts Integration in Education and Engagement in Communities         |                                                                              | | |
| Massachusetts        | Elizabeth Pierre             | 23   | North Cambridge      | Voz contemporánea                                                                                               | We Hear You: Empowering Youth Voices                                                    | Segunda finalista                                                            | | |
| Míchigan             | Vivian Zhong                 | 24   | Northville           | Piano | Golden Warriors of Pediatric Cancer - Fight Like a Kid                                  |                                                                              | Ganadora de la beca CTIM Elección de América | |
| Minnesota            | Gabrielle (Elle) Louise Mark | 25   | Red Wing             | Voz, «Things Are Hard on Dreamers» de la versión teatral de Amelie                                              | The Campaign to Change Direction                                                        |                                                                              | Finalista de CTIM | |
| Misisipi             | Holly Brand                  | 21   | Meridian             | Voz | Volunteerism: If You See a Need, Take the Lead                                          |                                                                              | Finalista de la Iniciativa de Impacto Social de Jean Bartel | Anteriormente Miss Mississippi's Outstanding Teen 2017 |
| Misuri               | Callie Cox                   | 21   | Mexico               | Voz | People First                                                                            |                                                                              | | |
| Montana              | Jessica Criss                | 24   | Bozeman              | Voz clásica | A Sense of Defense                                                                      |                                                                              | | |
| Nebraska             | Morgan Hope Holen            | 23   | Omaha                | Baile, «Climb All the Mountains» de The Sound of Music                                                          | Lead With Your Strengths: The Power of Strengths-based Mentoring                        |                                                                              | Primera finalista de la Beca Women in Business | Hija de Miss Nebraska 1988, Jodi Sue Miller Holen Anteriormente Miss Nebraska's Outstanding Teen 2014 Anteriormente Distinguished Young Woman of Nebraska 2016 Top 10 en Distinguished Young Woman 2016 |
| Nevada               | Macie Tuell                  | 24   | Gardnerville         | Voz | Memories Matter: Alzheimer's Awareness                                                  |                                                                              | | |
| Nueva Jersey         | Alyssa Marie Sullivan        | 25   | Cape May Court House | Voz | Peer Challenge Commit2Character                                                         |                                                                              | Segunda finalista de la Beca Iniciativa de Impacto Social de Jean Bartel | Anteriormente Miss New Jersey's Outstanding Teen 2013 |
| Nueva York           | Sydney Park                  | 25   | South Bronx          | Original Poetic Prose, «Sit Like a Lady»                                                                        | You Go Girl! Power Through Sports                                                       | Tercera finalista                                                            | Premio Preliminary Talent | |
| Nuevo Hampshire      | Ashley Marsh                 | 26   | Laconia              | Zapateado | Fit for Life!                                                                           |                                                                              | | |
| Nuevo México         | Sienna Mascareñas            | 20   | Albuquerque          | Dance | Girls Get Math: Breaking Gender Stereotypes in STEM                                     |                                                                              | | Anteriormente Miss New Mexico's Outstanding Teen 2017 |
| Ohio                 | Lora Current                 | 20   | Rosewood             | Baile de jazz, «Holding Out for a Hero» de Bonnie Tyler                                                         | ReadOn: Empowering Literacy, Learning, and Leadership                                   |                                                                              | | Anteriormente Ohio Fair's Queen 2019 |
| Oklahoma             | Ashleigh Robinson            | 23   | Oklahoma City        | Voz, «Ev'ry Night at Seven» de la película de MGM de 1951 Royal Wedding                                         | Inclusion for all Abilities                                                             |                                                                              | | |
| Oregón               | Abigail Hayes                | 20   | Damascus             | Voz y piano, «If I Ain't Got You» de Alicia Keys                                                                | Generation Youth: Tomorrow's Leaders                                                    | Cuarta finalista                                                             | | |
| Pensilvania          | Meghan Sinisi                | 26   | Altoona              | Giro de bastón, «River Deep, Mountain High» de Ike & Tina Turner                                                | Autism Awareness and Acceptance                                                         |                                                                              | Equity and Justice Finalist Women in Business Scholarship Winner | |
| Rhode Island         | Leigh Payne                  | 21   | Barrington           | Piano | Supporting Small Business: Empowering Women through Ownership and Entrepreneurship      |                                                                              | | |
| Tennessee            | Tally Bevis                  | 24   | Springfield          | Voz | Vote With a Vision                                                                      |                                                                              | Beca Forever Miss America Cuarto lugar en Top Fundraiser Women in Business Scholarship 2nd runner-up                                                                          | |
| Texas                | Mallory Fuller               | 23   | Fairfield            | Fiddle | The Happy Heart Project                                                                 | Top 10                                                                       | Premio Preliminary Social Impact Pitch | Hermana menor de Miss Texas' Outstanding Teen 2010 y Miss Texas 2018, Madison Fuller |
| Utah                 | Sasha Sloan                  | 23   | North Salt Lake      | Vocal | RISE for Refugees: Refugee Inclusivity, Support, and Education                          | Top 10                                                                       | Equity and Justice Scholarship Winner Jean Bartel Social Impact Initiative Scholarship 1st runner-up Women in Business Finalist                                               | |
| Vermont              | Danielle Morse               | 22   | New Haven            | Speed Painting                                                                                                  | Championing for the UVM Children's Hospital                                             |                                                                              | Finalista de CTIM | |
| Virginia             | Tatum Sheppard               | 22   | Milan, TN            | Voz, «Don't Forget Me» por Katherine McPhee. De «Smash».                                                        | Mentoring Matters                                                                       |                                                                              | | Daughter of Miss America 1987 Kellye Cash |
| Virginia Occidental  | Jaelyn Wratchford            | 20   | Martinsburg          | Monólogo original                                                                                               | Investing in Our Future: The Impact of Youth Empowerment                                |                                                                              | | |
| Washington           | Maddie Louder                | 23   | Seattle              | Baile | Feeding Hope: Eating Disorder Awareness                                                 |                                                                              | | |
| Wisconsin            | Jennifer Marie Schmidt       | 25   | Mount Pleasant       | Danza jazz, «Hit Me with a Hot Note and Watch Me Bounce» de la revista «Sophisticated Ladies» de Duke Ellington | Diabetes, You Have the Control                                                          |                                                                              | Segunda finalista de la Beca CTIM | |
| Wyoming              | Mikkayla DeBolt              | 21   | Sheridan             | Monólogo original                                                                                               | Kids Unplugged: Encouraging Our Youth to Explore Their World Without Technology         |                                                                              | | |